# Na krańce świata
Na krańce świata (fr. Les confins du monde) – francuski dramat wojenny z 2018 roku w reżyserii Guillaume'a Nicloux. 
Akcja rozgrywa się we francuskich Indochinach, tuż po zakończeniu wojny, na tle walk pomiędzy Francuzami a wietnamskim ruchem oporu, z ukazaniem wojennych okrucieństw i brutalności tego konfliktu. Specyficznie ruchliwa praca kamery dodatkowo miała podkreślać psychiczny niepokój i dramatyzm tego obrazu.
Francuska premiera odbyła się podczas 71. MFF w Cannes w maju 2018. W tym samym roku film był również prezentowany na MFF w Karlowych Warach.

## Treść
Film przedstawia losy ocalałego z masakry francuskich cywilów Roberta Tassena, później okaleczonego psychicznie i zagubionego pomiędzy obsesyjnym pragnieniem zemsty na Yo Binn Yenem, odpowiedzialnym za śmierć jego bliskich i zbrodnie popełnione na ludności cywilnej, a równie obsesyjną namiętnością do poznanej w „salonie” prostytutki Mai. Z rzadką w zachodnioeuropejskiej kinematografii jawnością twórca ukazał bestialstwa popełniane na Francuzach przez stronę wietnamską.

## Obsada[1]
- Gaspard Ulliel – Robert Tassen
- Guillaume Gouix – Cavagna
- Lang Khê Tran – Mai
- Gérard Depardieu – Saintonge
- Jonathan Couzinié – porucznik Maussier
- Anthony Paliotti – kapitan Sirbon
- Kevin Janssens – major Orlan
- François Négret – lekarz
- Vi Minh Paul – Dao
- Vianney Duburque – Armand
- Camille Mathis – legionista
- Thien Dat Pham – zwiadowca
- Huyen Dao – matka Mai
- Guillaume Nicloux – ksiądz